# The Darwin Awards - Suicidi accidentali per menti poco evolute
The Darwin Awards - Suicidi accidentali per menti poco evolute (The Darwin Awards) è un film del 2006 scritto e diretto da Finn Taylor.
Il titolo si riferisce all'omonimo premio sarcastico che ogni anno viene attribuito alla persona morta nel modo più stupido e bizzarro.
La pellicola, presentata al Sundance Film Festival il 25 gennaio 2006, è interpretata da Joseph Fiennes e Winona Ryder; rappresenta inoltre l'ultima interpretazione di Chris Penn prima della sua morte avvenuta il giorno prima della presentazione del film.

## Trama
San Francisco. Michael Burrows è un uomo che, fin da piccolo, ha sviluppato l'innata capacità di capire la personalità di un individuo dai più piccoli particolari. Questa sua caratteristica l'ha portato a diventare un collaboratore della polizia, specializzato nel tracciare i profili dei potenziali criminali.
Negli ultimi tempi il dipartimento di polizia, per questioni di pubbliche relazioni, ha deciso di affiancargli un giovane cineasta che, con il pretesto della realizzazione di un documentario per il suo progetto di laurea, lo riprende giorno e notte sia a casa sia al lavoro. Da questo momento in poi, ogni singolo frammento della vita di Michael viene filmato dall'aspirante regista, e tutte le sue avventure vengono raccontate attraverso l'occhio della telecamera del regista. Proprio durante questo periodo, Michael si imbatte casualmente in un pericoloso serial killer, riuscendo anche a catturarlo, ma il suo cronico problema con l'emofobia manda tutto all'aria (dopo la colluttazione, un rivolo di sangue che scende dal naso del serial killer basta a far svenire Michael alla sola vista); il regista non lo aiuta, impegnato com'è soltanto a riprendere la scena, e così il killer può fuggire indisturbato.
Dopo questa brutta figura, Michael viene sospeso temporaneamente dalla polizia, e si ritrova così a passare le sue giornate a casa, nell'apatia più assoluta. Un giorno però decide di destarsi da questa situazione e di rimettersi in gioco. Single e solo, oltre al suo lavoro Michael ha soltanto un'altra grande passione: i Darwin Awards; molte volte, nel corso del giorno (e anche della notte) Michael passa il tempo davanti al computer a cercare, studiare e catalogare le notizie riferite alle morti più incredibili e assurde del pianeta. Con il tempo, si è convinto di essere riuscito a trovare una casistica certa per riconoscere quando una morte può essere classificata nei Darwin Awards, e decide di andare a proporre questa sua teoria nell'unico posto dove potrebbero essere interessati a una cosa del genere: un'agenzia di assicurazioni. Michael è infatti convinto che un'agenzia sia ben interessata a scoprire se la morte di un suo assicurato sia stata provocata in realtà dalla sua imperizia e non dalla fatalità, cosa che la esonererebbe così dal pagare la polizza. In realtà lo scopo di Michael è soprattutto quello di dimostrare la sua teoria.
Incuriositi dalla proposta, l'agenzia propone a Michael un accordo: per quattro settimane dovrà girare gli Stati Uniti d'America, andando a visitare tutti i loro clienti beneficiari di una polizza, e scoprire se davvero meritano il pagamento o se invece stanno solo tentando di frodare l'assicurazione; se la sua teoria farà davvero risparmiare soldi all'agenzia, sarà assunto. Durante questo insolito viaggio lungo il Paese, Michael viene affiancato da Siri Taylor, un'esperta assicuratrice dell'agenzia, carina ma alquanto insofferente verso alcuni suoi comportamenti, e soprattutto assolutamente scettica nei confronti della teoria delle "morti da Darwin Awards" sviluppata da Michael.
Questo viaggio porta Michel e Siri a confrontarsi con alcune situazioni al limite dell'assurdo, e con il tempo fa sì che i due, dopo le iniziali incomprensioni, si avvicinino sempre di più. Questo lungo periodo sarà inoltre utile a Michael per riflettere sulla sua disavventura con il serial killer, portandolo a trovare un modo, con l'aiuto di Siri, per poterlo riacciuffare.

## Camei
Il film vede la partecipazione di numerosi attori, più o meno famosi, in ruoli secondari e camei, oltre a personaggi anche insoliti al grande schermo: su tutti il gruppo musicale dei Metallica, che si esibisce con Sad but True, e il poeta beat Lawrence Ferlinghetti. Nella pellicola, inoltre, fanno una breve apparizione anche Adam Savage e Jamie Hyneman, mentre si parla dell'auto a razzo: i due sono i conduttori del programma televisivo MythBusters, in cui uno degli episodi è appunto incentrato sul mito dell'auto a razzo (che il programma ha effettivamente riprodotto, in condizioni controllate).